# Liste der Äbte von Clonmacnoise
Die folgenden Personen waren Äbte von Clonmacnoise (Irland):
- Ciarán mac int Sair, † 9. September 544, 546, 548 oder 549
- Óenu moccu Loigse, † 20. Januar 570
- Mac Nisse, † 13. Juni 585
- Ailithir, † 599
- To Lua Foto (Lucaill), † 614
- Columbán moccu Bairddéni (Columbanus filius Bairddaeni), † 628
- Crónán moccu Loigde, † 18. Juli 638
- Áedlug mac Cammáin, † 26. Februar 652
- Báetán moccu Chormaic, † 1. März 664
- Colmán Cass mac Fualascaig, † 665
- Cumméne, † 665
- Colmán, † 683
- Forcrón, † 686
- Crónán Becc (Crón), † 6. April 694
- Osséne Frémainne mac Galluist, abgesetzt vor 696/7, † 706
- Faílbe Becc, † 713
- Cuindles, † 724
- Fland Fine ua Colla (Fland Cualann), † 733
- Conmáel ua Lóchéni, † 737
- Cellach mac Ségdai, † 740
- Commán mac Fáelchon, † 26. Dezember 747
- Luccreth (Lucraid), † 29. April 753
- Cormac, † 762
- Rónán, † 764
- Ua Miannaig, † 768
- Folachtach, † 770
- Forbassach ua Cernaig, † 771
- Collbran, † 776
- Rechtnio (Rechtabrae), † 784
- Snéidriagail, † 786
- Murgal, † 789
- Sóerbergg, † 791
- Ioseph ua Cernaig, † 794
- Anaile, † 799
- Tuathgal, † 811
- Foirchellach Fobair, † 814
- Suibne mac Cuanach, † 816
- Rónán, zurückgetreten 823, † 844
- Cétadach, † 850
- Condmach, † 868
- Martan, † 869
- Ferdomnach, † 872
- Eógan Topair, † 876
- Máel Tuili ua Cuanach, † 877
- Máel Pátraic, † 885
- Máel Brigte na Gamnaide, † 892
- Blathmac mac Tairchedaig, † 896
- Dedimus ua Foirbthen, abgesetzt 901, † 923
- Ioseph, † 904
- Colmán mac Ailella, † 926
- Máel Giric, † 929
- Tipraite mac Ainnséine, † 931
- Ainmere ua Cathla (ua Cathaláin), † 948
- Ferdomnach ua Máenaig, † 952
- Célechair mac Robartaig, † 954
- Cormac ua Cillín, † 966
- Tuathal, † 971
- Dúnchad ua Bráein, zurückgetreten 976, † 16. Januar 988/9
- Máel Finnia mac Speláin (ua Máenaig), † 992
- Ua Beculáin, zurückgetreten 1002
- Flannchad ua Ruaidíne (ua Ruadáin), † 1003
- Flaithbertach mac Domnaill, † 1014
- Muiredach mac Mugróin, † 1025
- Bressal Conailech, † 1030
- Loingsech ua Flaithnén, † 1042
- Echtigern Ua hEgráin, † 1052
- Máel Finnéin mac Cuinn na mBocht, † 1056
- Ailill Ua hAirechtaig, † 1070
- Máel Ciaráin mac Cuinn na mBocht, † 1079
- Tigernach Ua Bráein, † 1088
- Ailill Ua Nialláin, † 1093
- Mac Raith Ua Flaithnén, zurückgetreten 1096, † 1100
- Cormac mac Cuinn na mBocht, † 1103
- Flaithbertach Ua Loingsig, † 1109
- Gilla Críst Ua Máel Eóin, † 1127
- Domnall Ua Dubthaig, † 17. März 1136
- Máel Mochta Ua Fidabra (Ua Máel Sechlainn), † 1173
- Áed Ua Máel Eóin, † 1153
- Tigernach Ua Máel Eóin, † 1172
- Máel Ciaráin Ua Fidabra, † 1187